# Старовойтова, Злата Андреевна
Зла́та Андре́евна Старово́йтова (1922—2007) — советская волейболистка, игрок сборной СССР (1950). Чемпионка Европы 1950. Нападающая. Мастер спорта СССР (1949).
Выступала за команду СКИФ (Москва). Бронзовый призёр чемпионата СССР 1947.
В составе сборной СССР в 1950 году стала чемпионкой Европы.
После окончания игровой карьеры работала преподавателем русского языка и литературы. Кандидат педагогических наук, доцент ГЦОЛИФК.
Занималась литературной деятельностью. Принимала участие в написании и редактировании множества произведений на спортивную тему. Одна из авторов книги «Волейбол в СССР» (1987).